# Livengood
Livengood è un census-designated place (CDP) nella Yukon-Koyukuk Census Area nello Stato dell'Alaska negli Stati Uniti. Secondo il censimento condotto nel 2000 la popolazione era di 29 abitanti. La località si trova lungo la Elliott Highway presso la giunzione da cui inizia la Dalton Highway.

## Società

### Evoluzione demografica
Secondo i dati rilevati nel 2000 la popolazione a Livengood era di 29 abitanti suddivisi in 6 famiglie con un totale di 13 abitazioni. La densità di popolazione era di 0,1 persone per miglio quadro. Circa 83% della popolazione risultava di razza caucasica mentre solo il 7% della popolazione risultava di origine nativa. Il restante 10% risultava di altre origini di cui il 3% erano asiatici. La dimensione media di componenti per ogni famiglia era di 3,2 persone per famiglia, mentre solo il 15% delle famiglie risultava avere figli al disotto dei 18 anni. Il reddito medio per ogni nucleo familiare era di 26250 dollari. Il reddito medio della popolazione maschile era di 51000 dollari mentre il reddito medio della popolazione femminile risultava essere nullo.